# Józef Sałabun

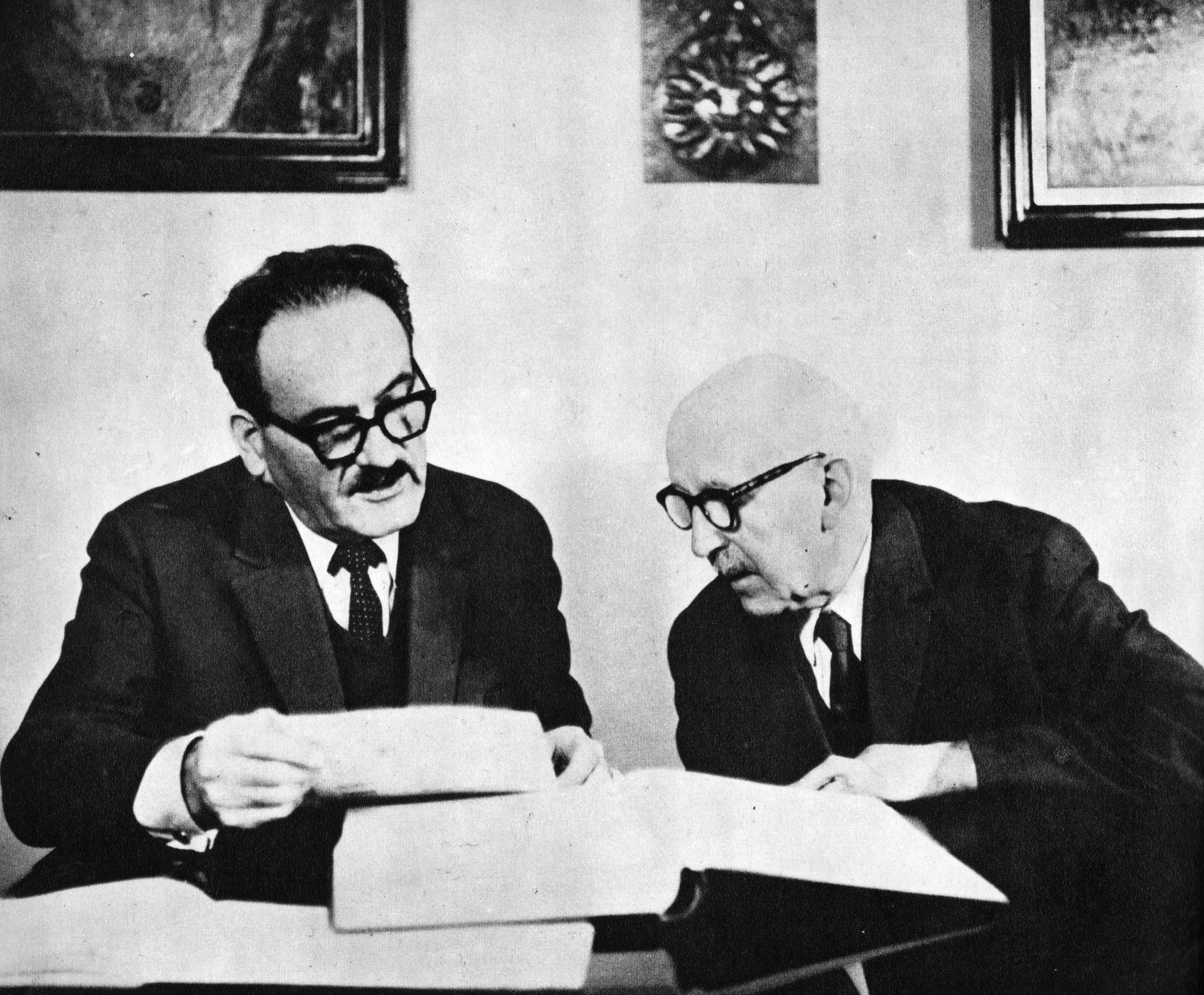
Józef Sałabun (po lewej) i Eugeniusz Rybka w 1973 roku

Józef Sałabun (ur. 31 sierpnia 1902 w Nowym Mieście, zm. 13 lipca 1973 w Bytomiu) – polski astronom i miłośnik astronomii, doktor habilitowany, pierwszy dyrektor Planetarium Śląskiego.

## Życiorys
Pod koniec I wojny światowej przerwał naukę w szkole, aby ochotniczo zgłosić się do Wojska Polskiego. Po ukończeniu gimnazjum klasycznego im. Juliusza Słowackiego w Przemyślu w 1925 roku odbył studia astronomiczne i fizyczne na Wydziale Matematyczno-Przyrodniczym Uniwersytetu Jana Kochanowskiego w Kielcach. Od 1928 do 1931 był tam prezesem Bratniej Pomocy. W 1931 roku uzyskał absolutoria w tych dwóch dziedzinach, jednak na skutek śmierci prof. Marcina Ernsta nie uzyskał magisterium. W 1931 ukończył Kurs Wołyńskiej Szkoły Podchorążych Rezerwy Artylerii we Włodzimierzu Wołyńskim, uzyskał stopień magistra fizyki i rozpoczął pracę nauczyciela w Jarosławiu i Stanisławowie. W Wojsku Polskim, został awansowany na stopień podporucznika rezerwy artylerii ze starszeństwem z dniem 1 stycznia 1933. W 1934 oficerem rezerwowym 10 Pułku Artylerii Ciężkiej z Przemyśla.
Brał udział w kampanii wrześniowej jako dowódca baterii ciężkiej artylerii. W czasie okupacji uczestniczył w tajnym nauczaniu, jednocześnie był żołnierzem NOW-AK, następnie NZW, Okręgu V Rzeszów. Posługiwał się pseudonimami: „Wyrwa” i „Grom”. W momencie zakończenia wojny był kapitanem w okręgu Rzeszów-Jarosław na stanowisku oficera organizacyjnego. Po wojnie krótko pracował w Ludowym Wojsku Polskim, które skierowało go do organizowania przysposobienia wojskowego w Jarosławiu.
W 1945 roku został nauczycielem astronomii i fizyki w liceum w Bytomiu. W 1945 wspólnie z Walerianem Bętkowskim zorganizował Wytwórnię Pomocy Naukowych w Bytomiu. Od 1950 roku pracował w Państwowym Technikum dla Robotników Wysuniętych i w Państwowej Szkole Budownictwa w Bytomiu, a od roku 1951 – w Wyższej Szkole Pedagogicznej w Katowicach, gdzie po 21 latach przerwy powrócił do tematyki astronomicznej na poziomie akademickim. W 1955 roku został dyrektorem Planetarium i Obserwatorium Astronomicznego im. Mikołaja Kopernika w Chorzowie.
Józef Sałabun uzyskał stopień doktora w 1964 roku (w 62. roku życia). W tym roku został wybrany prezesem Polskiego Towarzystwa Miłośników Astronomii, które to stanowisko obejmował aż do śmierci. W czerwcu 1968 roku wszedł w skład Komitetu Przygotowawczego obchodów 500 rocznicy urodzin Mikołaja Kopernika. W 1968 roku został docentem na nowo utworzonym Uniwersytecie Śląskim, na którym zorganizował Zakład Astronomii Obserwacyjnej, w którym pracował do przejścia na emeryturę w 1970 roku. Od 1969 roku był wiceprezesem Zarządu Międzynarodowego Zrzeszenia Planetariów. Został również wybrany w tym samym roku na członka Prezydium Międzynarodowej Unii Miłośników Astronomii. Pozostawał we władzach tej organizacji aż do śmierci. Zmarł 13 lipca 1973 w Bytomiu.

## Odznaczenia
- Krzyż Kawalerski Orderu Odrodzenia Polski (1969)
- Miecze Hallerowskie